# Slunéčko lesní
Slunéčko lesní (Aphidecta obliterata) je brouk z čeledi slunéčkovití, který měří 3,5 až 5 milimetrů.
Tento druh se v přírodě vyskytuje s odchylkami ve zbarvení povrchu těla. Vyskytuje se zejména v podhorských oblastech, a to na jehličnatých stromech, především na smrcích.